# مقاطعة سروستان
مقاطعة سروستان (بالفارسية: شهرستان سروستان) هي إحدى مقاطعات في محافظة فارس في إيران. مركز مقاطعة سروستان هو مدينة سروستان.